# Třebechovice pod Orebem (stacja kolejowa)
Třebechovice pod Orebem – stacja kolejowa w miejscowości Třebechovice pod Orebem, w kraju hradeckim, w Czechach. Znajduje się na wysokości 240 m n.p.m.
Jest zarządzana przez Správę železnic. Na stacji istnieje możliwość zakupu biletów i rezerwacji miejsc.

## Linie kolejowe
- 020 Velký Osek - Hradec Králové - Choceň